# Барбара Ериксон
Барбара Ериксон (на английски: Barbara Erickson) е американска писателка на произведения в жанра любовен роман и романтичен трилър. Пише под псевдонима Катрин Артър (на английски: Katherine Arthur).

## Биография и творчество
Барбара Ериксон е работила като научен сътрудник, заедно със съпруга си, професор по изследвания в експерименталната психология.
Пише любовни романи в периода 1985-1992 г.

## Произведения

### Самостоятелни романи
- Cinderella Wife (1985)
- Road to Love (1987)
- Forecast of Love (1987)
- Forest of Love (1988)
- Send Me No Flowers (1988)
- Remember, in Jamaica (1988)
- Through Eyes of Love (1988)
- Mountain Lovesong (1989)
- One More Secret (1990)
- Man Untamed (1990)
- Never Doubt My Love (1990)
- To Tame a Cowboy (1991)
- Keep My Heart Forever (1992)
- Signs of Love (1992)
Любовни знамения, изд.: „Арлекин България“, София (1993), прев. Русалка Алексиева, Огнян Марински

### Серия „Детективска агенция А-1“ (A-1 Detective Agency)
1. Loving Deceiver (1989)
2. Reluctant Lover (1993)

### Сборници
- Listen to Your Heart – с Деби Макомбър, Лий Майкълс и Пеги Никълсън
Послушай сърцето си, в Празници на любовта 94, My Valentine (1991), изд.: „Арлекин България“, София (1994), прев. А. А. Андреев